# Scott Yoo
Scott Yoo (Tokio, Japón, 25 de abril de 1971) es un director de orquesta y violinista estadounidense.
Fue nombrado director titular y director artístico de la Orquesta Filarmónica de la Ciudad de México en 2016. Presenta la serie de televisión de PBS Now Hear This .

## Primeros años
Yoo nació en Tokio en 1971. Su padre era coreano y su madre japonesa.
Criado en Glastonbury, Connecticut, Yoo comenzó a estudiar violín a la edad de tres años e interpretó el Concierto para violín de Mendelssohn con la Orquesta Sinfónica de Boston a la edad de 12 años. Estudió con Dorothy DeLay y Paul Kantor en la Juilliard School y ganó el Concurso Internacional de Violín Josef Gingold en Brasil. Se matriculó en Harvard, donde estudió física después de romperse accidentalmente el dedo índice.

## Carrera profesional
En 1994, Yoo participó en la fundación de la Orquesta de Cámara Metamorphosen, que dirigió en su serie de suscripción en el Jordan Hall de Boston y en gira. A los 26 años se convirtió en director asistente de la Orquesta Sinfónica de Dallas, y dirigió la Orquesta Sinfónica de San Francisco, la Orquesta Sinfónica de Colorado, la Orquesta Sinfónica de Indianápolis, la Orquesta Sinfónica de Utah y la Orquesta Sinfónica del Nuevo Mundo. Dirigió la Orquesta de Cámara de St Paul en el Festival Elliott Carter y en el debut de la orquesta en el Carnegie Hall. En Europa, dirigió la City of London Sinfonia, la Britten Sinfonia, la Orquesta Filarmónica de Radio Francia, el Ensemble orquestal de París, la Orquesta Sinfónica de Odense y la Orquesta Sinfónica Nacional de Estonia. En Asia, Yoo dirigió la Orquesta Sinfónica Yomiuri Nippon en Tokio y la Orquesta Filarmónica de Seúl y la Orquesta Filarmónica de Busan en Corea.
En 2002, Yoo se convirtió en director del Festival de Música de Verano de la Universidad de Colorado y director musical del Festival Mozart de San Luis Obispo en 2005, más tarde llamado Festival Mozaic.
En 2011, fundó el Medellín Festicámara, reuniendo a músicos desfavorecidos y artistas internacionales en Medellín, Colombia.
En 2016, Yoo fue elegido para convertirse en el director titular de la Orquesta Filarmónica de la Ciudad de México.
Yoo grabó para Bridge Records, New World, Naxos y Sony Classical. En 2019, grabó dos álbumes de conciertos para violonchelo con la Orquesta Sinfónica de Londres y la Royal Scottish National Orchestra para Sony Music.
En septiembre de 2019, Yoo se convirtió en presentador y productor ejecutivo de Now Hear This, un programa de televisión musical presentado por Great Performances, transmitido por la cadena de televisión pública estadounidense PBS. La serie se amplió a una tercera temporada en 2021. La primera temporada incluyó episodios sobre Vivaldi, Handel, Bach y Scarlatti, y la segunda temporada cubrió a Haydn, Schubert, Mozart y Beethoven. Now Hear This fue nominado a un premio Emmy en 2021.
En 2021, Yoo recibió un doctorado honorario de Colorado College.

## Vida personal
Yoo está casado con la flautista Alice Dade, profesora de la Universidad de Misuri. Apareció en varios segmentos de la serie Now Hear This en PBS.

## Discografía seleccionada
- French Cello Concertos, Hee-Young Lim, London Symphony Orchestra, Sony Classical, London 2018, CD.
- Dvorak and Enesco Cello Concertos, Bion Tsang, Royal Scottish National Orchestra, Sony Classical, Glasgow 2018, CD
- Earl Kim Orchestral Works, RTE National Symphony Orchestra, Naxos, Dublin 2004, CD
- Earl Kim Chamber Music, Metamorphosen Chamber Orchestra, New World Records, Boston 2001, CD
- Mark O’Connor American Seasons, Metamorphosen Chamber Orchestra, Sony Classical, Boston 2001, CD